# 萊斯特鎮區 (阿肯色州克雷格黑德縣)
萊斯特鎮區（英語：Lester Township）是位於美國阿肯色州克雷格黑德縣的一個行政鎮區。

## 地方資料
萊斯特鎮區的面積為81.76平方千米，當中陸地面積為80.95平方千米，而水域面積為0.81平方千米。根據2010年美國人口普查的數據，當地共有人口428人，而人口密度為每平方千米5.23人。